# فرانتس زایتس جونیور
فرانتس زایتس جونیور (آلمانی: Franz Seitz Jr.; ۲۲ اکتبر ۱۹۲۱ – ۱۹ ژانویهٔ ۲۰۰۶) کارگردان فیلم، فیلم‌نامه‌نویس و تهیه‌کننده فیلم اهل آلمان بود. وی عضو هیئت داوران شانزدهمین جشنواره بین‌المللی فیلم برلین بود.
وی تهیه‌کننده فیلم‌هایی همچون عابر پیاده، شب‌های عاشقانه در تایگا، طبل حلبی و موفقیت بوده‌است.